# Новий Геленув
Новий Геленув (пол. Nowy Helenów) — село в Польщі, у гміні Ласкажев Ґарволінського повіту Мазовецького воєводства.
У 1975-1998 роках село належало до Седлецького воєводства.